# Philippe-François-Didier Usquin
Philippe François Didier Usquin est un homme politique français né le 17 mars 1757 à Pouilly-sur-Loire (Nièvre) et décédé le 3 février 1843 à Paris.
Baron d'Empire, il est député de Seine-et-Oise sous la Restauration de 1815 à 1821, siégeant dans la minorité ministérielle dans la Chambre introuvable, puis au Centre, soutenant les ministères. Il est maire de Saint-Germain-en-Laye de 1826 à 1830, et également conseiller général de Seine-et-Oise, avocat et riche propriétaire terrien.

## Biographie
En 1784, il achète un office de procureur au Châtelet. La Révolution l'en prive et il s'installe en 1791 à Saint-Germain. 
Philippe-François-Didier Usquin a fait partie des 67 volontaires pour marcher sur Paris le 13 Vendémiaire an IV (5 octobre 1795) à l'appel du mouvement royaliste devant la convention. Il sera arrêté avec sept autres prisonniers puis libéré par le régime enclin à l'indulgence.
Son arrestation le 13 Vendémiaire ne l'empêchera pas de devenir la principale personnalité politique de Saint-Germain de 1800 à 1830,.
Dans le domaine de Feuillancourt,(Saint-Germain-en-Laye), il fit construire en 1791 par l'architecte Jacques-Charles Bonnard une villa dans un style d’inspiration italienne dans laquelle il accueillit toutes les personnalités de l'époque : Josephine de Beauharnais, les ministres et les généraux d’Empire, des artistes et en particulier Anne-Louis Girodet-Trioson qui fit son portrait en 1809 (portrait conservé à la Shorr Collection). 

### Carrière politique
- Député de Seine-et-Oise sous la Restauration de 1815 à 1824.
- Maire de Saint-Germain-en-Laye de 1826 à 1830.
- Conseiller général de Seine-et-Oise de 1800 à 1830.

### Industriel et propriétaire foncier
À Saint-Germain, il achète l'ancienne manufacture des cuirs de Russie, en déclin qu’il dirigea de 1791 à 1804. Cette dernière reprend de l'activité sous l'Empire, à la faveur des guerres puis périclite en 1829. Dans ces bâtiments succédèrent alors une fonderie de caractère d'imprimerie, une imprimerie, une miroiterie, enfin les archives d'une banque parisienne. 
Usquin achète par la suite quelques pièces de terre alentour. La vente des biens nationalisés lui permet d'acquérir, contigüe, la propriété de Trochereau, en 1794, et la chapelle sainte Radegonde en 1795,. 
La baron Usquin a été l’un des plus importants propriétaires fonciers à Paris dont notamment l’Hôtel de La Briffe situé au no 3 du quai Voltaire et l'Hôtel de Bernage du no 2 de la rue de Bourbon (aujourd’hui rue de Lille)., Comme créancier de la succession du marquis Alexandre de Brie-Serrant, il fut propriétaire du château de Pornic près de Nantes aux côtés des banquiers Casimir Perier et Jacques Laffitte.
Ses investissements se portèrent également sur les activités minières regroupées au sein de la compagnie Usquin-mines (société d'exploitation minière créée en 1825 pour les mines de fer de Maurian et autres mines de cuivre et charbon - voir Graissessac). Ces mines restèrent longtemps la propriété de la famille Usquin puisque son petit-fils, le baron Jacques Philippe Henri Usquin, colonel du génie, professeur à l’École polytechnique et à l’École des mines était encore directeur de la Compagnie des mines de charbon de Graissessac (nationalisée en 1946 pour devenir avec d'autres mines les Charbonnages de France). François-Didier Usquin possédait également les verreries du Bousquet d'Orb.

### Famille
Le baron Usquin était le fils de François-Didier Usquin, maître chirurgien à Pouilly-sur-Loire et se maria à Marie Elisabeth Blot de Brelle.
Son fils Philippe Usquin fut maire-adjoint de Versailles et maire de Saint-Lambert.
On trouve dans la descendance du baron Usquin plusieurs polytechniciens, ingénieurs en chef des mines qui continuèrent à diriger la Compagnie des mines de charbon de Graissessac. Le dernier à la direction de ces mines familiales fut Fernand Clérault, également membre du Comité central des houillères de France et administrateur de la Société Nouvelle des Charbonnages des Bouches-du-Rhône.

## Distinctions
- Chevalier de la Légion d'Honneur le 1er mai 1821.
- Baron d'Empire, Usquin fut confirmé dans le titre de baron héréditaire par lettre patentes du  13 mai 1865.

## Sources
- « Philippe-François-Didier Usquin », dans Adolphe Robert et Gaston Cougny, Dictionnaire des parlementaires français, Edgar Bourloton, 1889-1891 [détail de l’édition]